# MPP-B
Mina przeciwpancerna bezkadłubowa (MPP-B) – współczesna polska mina przeciwpancerna.

## Charakterystyka
Opracowana w ramach programu o kryptonimie Wierzba, zastąpiła minę MKU. Zależnie od zastosowanego zapalnika może działać jako mina przeciwgąsienicowa której wybuch pod gąsienicą powoduje jej zerwanie, lub przeciwdenna wybuchająca pod dnem kadłuba pancernego i powodują jego zniekształcenie skutkujące uszkodzeniem lub zniszczeniem podzespołów pojazdu przymocowanych do dna.
Mina MPP-B była wzorowana na produkowanej w Polsce na licencji sowieckiej minie TM-62M. Podstawową zmianą była rezygnacja z metalowego korpusu. Zamiast niego materiał wybuchowy wzmocniono przy pomocy siatki i żywicy poliestrowej. Dzięki temu utrudniono wykrywanie min MPP-B przy pomocy wykrywaczy saperskich. Nowe są także zapalniki niekontatkowe ZNR, ZNN, oraz ZMN. ZNR i ZNN to zapalniki magnetyczne wywołujące eksplozję miny pod wpływem pola magnetycznego pojazdu. ZNR jest zapalnikiem rozbrajalnym, ZNN nierozbrajalnym. ZMN jest zapalnikiem nierozbrajalnym, o działaniu magnetyczno-naciskowym. Wywołuje eksplozje pod wpływem nacisku lub pola magnetycznego przejeżdżającego pojazdu. 
Ponieważ gniazdo zapalnika ma wymiary identyczne jak w minie TM-62M możliwe jest także użycie zapalnika naciskowego MWCz-62 przeznaczonego dla tej miny oraz zapalników MWZ-62 i MWSz-62.
Miny MPP-B mogą być ustawiane ręcznie, z pochylni minerskich lub przy pomocy ustawiaczy min PMR-3 i SUM-Kalina.